# Meliboeus dapitanus
Meliboeus dapitanus es una especie de escarabajo del género Meliboeus, familia Buprestidae. Fue descrita científicamente por Obenberger en 1924.